# 율정로
율정로(Yuljeong-ro)는 경기도 양주시 옥정동 회암교차로에서 양주시 양주동 삼숭교차로를 잇는 도로이다

## 주요 경유지
경기도
- 양주시 (회천동 . 양주동)

## 노선
| 이름              | 접속 노선                        | 소재지 | 소재지 | 비고 |
| ----------------- | -------------------------------- | ------ | ------ | ---- |
| 회암 교차로       | 국가지원지방도 제56호선 (화합로) | 양주시 | 옥정동 |      |
| 율정 교차로       | 회천로                           | 양주시 | 옥정동 |      |
| 권율교            |                                  | 양주시 | 옥정동 |      |
| 율정1 교차로      | 율정로165번길                    | 양주시 | 옥정동 |      |
| 옥정삼거리 교차로 | 율정로247번길                    | 양주시 | 옥정동 |      |
| 옥정 교차로       | 회천남로 어하고개로              | 양주시 | 옥정동 |      |
| 삼숭 1교차로      | 어하고개로 옥정동로4길           | 양주시 | 양주동 |      |
| 삼숭 교차로       | 부흥로                           | 양주시 | 양주동 |      |
| 만삼로와 직결     |                                  |        |        |      |